# Meenoplus adonis
Meenoplus adonis är en insektsart som beskrevs av Rauno E. Linnavuori 1973. Meenoplus adonis ingår i släktet Meenoplus och familjen Meenoplidae. Inga underarter finns listade i Catalogue of Life.